# CorelDRAW
CorelDRAW is een graphics suite (softwarepakket) van Corel voor grafische bewerkingen.

## Onderdelen
CorelDRAW bestaat uit verschillende onderdelen:
- het vectortekenprogramma CorelDRAW waarmee vectorafbeeldingen gemaakt kunnen worden,
- het bitmap- en fotobewerkingspakket Corel PHOTO-PAINT en
- een rits hulpprogramma's zoals Corel Trace, Corel Capture en Bitstream Font Navigator.

### Corel CAPTURE
Een programma waarmee schermfoto's gemaakt kunnen worden. De schermfoto kan als bestand worden opgeslagen, direct afgedrukt worden of op het klembord geplaatst worden. Het minimaliseert zich naar de taakbalk, waarna door een simpele druk op een toets de foto gemaakt wordt.

### Bitstream Font Navigator
Een simpel programma waarmee lettertypes beheerd kunnen worden. Links een lijst met alle lettertypes die op de harde schijf staan, rechts de lijst met geïnstalleerde lettertypes. Door een lettertype van de ene naar de andere lijst te slepen kan het geïnstalleerd worden of uit de lijst geschrapt worden.

## Functies
CorelDRAW wordt beschouwd als een oud maar degelijk pakket voor het maken van vectortekeningen. Het programma beschikt over tientallen import- en exportfilters waardoor de meest uiteenlopende bestandsformaten kunnen worden geïmporteerd en geconverteerd. De kleuren worden op het scherm weergegeven zoals deze uiteindelijk ook op papier terechtkomen.
Corel heeft in de laatste versies steeds meer werk gemaakt van het eenvoudig aanmaken van afbeeldingen voor het web. Voor de professionelere gebruiker is de steeds groter wordende compatibiliteit met PDF een troef.

## Markt
Concurrenten van CorelDRAW zijn grafische programma's als Adobe Illustrator en Xara Xtreme. Vaak wordt in professionele sectoren Illustrator gebruikt, in combinatie met Photoshop en InDesign.
Corel probeerde in 2004 weer wat marktaandeel af te snoepen door het lanceren van Painter, Knockout en KPT effects via de subfirma Procreate.

## Versies

### 10
Versie 10 werd uitgebreid met R.A.V.E. ("Real animated vector effects") voor het creëren van animaties (vooral SWF). Andere programmaonderdelen zoals Corel Motion en Corel Dream 3D werden eerder al ten grave gedragen.

### CorelDRAW X5
CorelDRAW Graphics Suite X5 vormt een versnelling voor het complete ontwerpproces met aanzienlijke verbeteringen voor de werkstroom. Nieuw in de suite is CorelCONNECT, een ingebouwde indelingsfunctie voor inhoud, een nieuwe kleurenbeheerengine voor grotere controle over de nauwkeurigheid van kleuren, nieuwe multi-coreverwerking, grotere bestandscompatibiliteit, nieuwe tekenfuncties zoals de optie voor het vastzetten van werkbalken, en nieuwe webmogelijkheden, waaronder voor webanimatie. De versie is geoptimaliseerd voor Windows 7, met ondersteuning voor aanraakschermen.

### Versiegeschiedenis
- Versie 1 (januari 1989)
- Versie 1.11 (februari 1990)
- Versie 2 (september 1991)
- Versie 3 (oktober 1992)
- Versie 4 (mei 1993)
- Versie 5 (juli 1994)
- Versie 6 (augustus 1995)
- Versie 7 (april 1997)
- Versie 8 (april 1998)
- Versie 9 (december 1999)
- Versie 10 (oktober 2000)
- Versie 11 (augustus 2002)
- Versie 12 (januari 2004)
- Versie X3 (februari 2006)
- Versie X4 (januari 2008)
- Versie X5 (februari 2010)
- Versie X6 (maart 2012)
- X7 (17) (27 maart 2014)
- X8 (18) (15 maart 2016)
- 2017 (19) (1 april 2017)
- 2018
- 2019